# 1050

## Události
- Hedeby bylo vypleněno norským králem Haraldem Hardrådem během jeho sporu se Svenem II. Dánským.
- Švédské síly zaútočily na Finsko.
- Po smrti Jakoba Anunda nastoupil na švédský trůn jeho bratr Emund Starý.
- Skotský král Macbeth I. podnikl pouť do Říma.
- První zmínka o pivovaru Weltenburského opatství – ta jej činí jedním z nejstarších pivovarů stále vařících pivo na světě.

## Narození
- 8. listopadu – Svjatopolk II. Izjaslavič, kyjevský kníže z rodu Rurikovců († 1113)
- 11. listopadu – Jindřich IV., císař Svaté říše římské († 7. srpna 1106)

## Úmrtí
- 10. února – Ingegerda Švédská, švédská princezna a kyjevská velkokněžna (* kolem 1000)
- Zoe, byzantská císařovna (* okolo 978)
- Jakob Anund, švédský král (* 1008/1010)
- Guido z Arezza, benediktinský mnich, čelný středověký hudební teoretik (* 991/992)

## Hlavy států
- České knížectví – Břetislav I.
- Papež – Lev IX.
- Svatá říše římská – Jindřich III. Černý
- Anglické království – Eduard III. Vyznavač
- Aragonské království – Ramiro I.
- Barcelonské hrabství – Ramon Berenguer I. Starý
- Burgundské království – Rudolf III.
- Byzantská říše – Konstantin IX. Monomachos
- Dánské království – Sven II. Estridsen
- Francouzské království – Jindřich I.
- Kyjevská Rus – Jaroslav Moudrý
- Kastilské království – Ferdinand I. Veliký
- Leonské království – Ferdinand I. Veliký
- Navarrské království – García V. Sánchez
- Norské království – Harald III. Hardrada
- Polské knížectví – Kazimír I. Obnovitel
- Skotské království – Macbeth I.
- Švédské království – Jakob Anund / Emund Starý
- Uherské království – Ondřej I.